# Exoprosopa lunulata
Exoprosopa lunulata är en tvåvingeart som beskrevs av Wray Merrill Bowden 1964. Exoprosopa lunulata ingår i släktet Exoprosopa och familjen svävflugor. Inga underarter finns listade i Catalogue of Life.